# Revolta contra la mejba
La revolta contra la mejba (1864-1865) va ser una rebel·lió a Tunísia contra el doblament d'un impost de capitació poc popular, la mejba, imposat pel bei al-Sadik. Va ser la revolta més important durant el regnat dels beis husaynites de Tunis, amb aixecaments a tot al país, que gairebé va ser intervingut militarment per la Gran Bretanya i França. La revolta va ser suprimida amb molta brutalitat, i el govern encara va endeutar-se més amb els creditors estrangers, amb el suport de governs europeus, fins al punt de no poder resistir l'ocupació francesa el 1881.

## Context
El deute públic no va existir a la Regència de Tunis fins al final del regnat del bei Mustafà el 1837, però els seus successors es van trobar en circumstàncies financeres cada cop més difícils. Van voler modernitzar el país i les seves institucions: Ahmed Bey havia creat una acadèmia militar a Le Bardo i començat a entrenar un exèrcit més gran. Va enviar 15.000 soldats tunisians per lluitar per l'Imperi Otomà a la guerra de Crimea, i també va establir noves oficines de govern —el rabta gestionava les sitges de gra de l'Estat; el ghaba estava al càrrec dels boscos d'oli de l'olivai i el ghorfa, de l'oficina d'aprovisionament estatal central. El seu successor Muhammad era un constructor de palaus ambiciós.
Per finançar aquests cars palaus, els Beis de Tunis van confiar en els ingressos d'impostos pagats en base consuetudinària. La majoria del país pagava la mejba (en àrab مجبة, majba) establerta durant el segle xvii sota la dinastia Muradita. Hi ha poc consens entre acadèmics sobre què constituïa exactament i com es recaptava, però sembla que abans del 1856, el terme mejba significava un impost pagat per una tribu, clan o altre grup social, basat en una valoració col·lectiva. Els beis també van imposar impostos monopolitzadors sobre la sal, el tabac, pells adobades i altres mercaderies.

### Muhammad Bey: lamejbai influència estrangera
El 1856, el bei Muhammad va iniciar una reforma fiscal important. Va deixar la majoria dels seus impostos en mercaderies i béns agrícoles (excepte en oliveres, datileres, olis i cereals), així com la vella mejba, i va instituir un impost de capitació nou anomenat iana (en àrab اعانة, iʿāna) que ràpidament es va anomenar mejba, tot i que era un nou impost calculat en una base totalment diferent —es recaptava en individus, i no en grups. Aquesta nova mejba es va fixar en 36 piastres per adult i any. Per la majoria de camperols, això era equivalent a 45 dies de treball. Per reduir la possibilitat de disturbis, se'n van eximir les cinc ciutats més grans —Tunis, Sfax, Sousse, Monastir i Kairuan. El nou impost va recaptar 9,7 milions de piastres, d'un total de 22,95 milions de piastres ingressats pel govern. Tot i que era onerós, la nova mejba no va ser prou per eliminar el dèficit del govern. El desenvolupament de l'economia implicava que les monedes d'or i plata queien en mans de mercaders europeus, que les treien del país. Quan els mercaders estrangers es negaven a acceptar monedes de coure, el bei Muhàmmad va emetre moneda degradada el 1858.
Des de la seva conquesta d'Algèria el 1830, França tenia interès en els afers de la Regència, i els beis successius havien intentat evitar donar qualsevol altra raó perquè França o alguna altra potència hi intervingués. Tanmateix, l'afer de Batto Sfez el 1857 va donar una excusa a França per posar més pressió sobre el bei Muhammad, i van enviar a La Goulette un esquadró naval de nou vaixells i set-cents canons per insistir que adoptés un seguit de reformes basades en el Tanzimat otomà. Com a conseqüència, Muhammad va acceptar el Pacte Fonamental (en àrab عهد الأمان, ʿAhd al-Amān, «Promesa de Seguretat»). El pacte garantia la igualtat d'impostos (així, abolint implícitament la jizya, l'impost imposat en no musulmans). També permetia que estrangers fossin propietaris de terra, que participessin en tota mena de negocis i que s'estableixin tribunals comercials separats. Es van donar concessions a firmes franceses, per exemple, per construir línies de telègraf i per renovar l'aqüeducte de Zaghouan. Així, el Pacte Fonamental va sacsejar més les finances inestables de la Regència abolint els impostos tradicionals, i va obrir la porta a la penetració comercial del país per part de negocis estrangers. Tots dos problemes esdevindrien motius de queixa durant la revolta de la mejba.

### Sadok Bey: reforma i creixement del deute

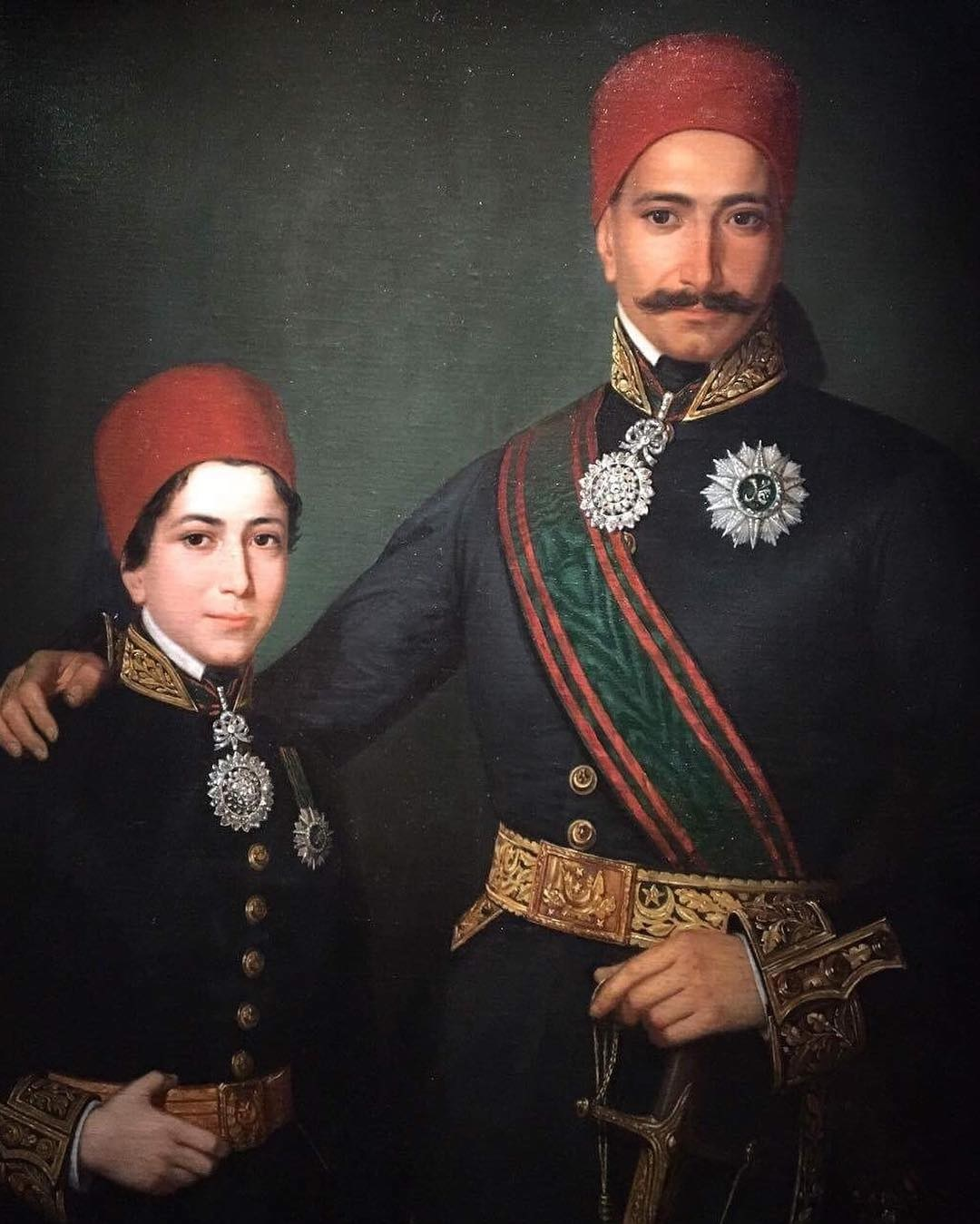
El Gran Visir Mustapha Khaznadar i el seu fill

Muhammad Bey fou succeït el 1859 pel seu germà Sadok Bei. El 1860, Sadok Bey va introduir el servei militar per primer cop a Tunísia, obligatori per un període de vuit anys. Els reclutes eren seleccionats per sorteig, i aquells que s'ho podien permetre podien pagar per evitar el servei. Així, només els pobres acabaven servint.
Després de la implementació de la nova mejba i del servei militar, el 23 d'abril de 1861 Sadok Bey va promulgar la primera constitució escrita al món àrab, separant els poders executiu, legislatiu i judicial a través d'un nou sistema on limitava els seus propis poders. Aquesta constitució reafirmava la igualtat de drets entre musulmans, cristians (a nivell efectiu, pels europeus) i pels jueus; especialment, pel que fa al dret a la propietat. Això va crear un nou ambient legal que incentivava que els europeus establissin negocis a Tunísia. La nova constitució no va ser popular. El Consell Suprem nou fou omplert amb homes de confiança del Gran Visir Mustapha Khaznadar, mamelucs i altres d'ascendència turca i no nadiua, amb pocs líders tribals tradicionals àrabs de l'interior. Els enllaços consuetudinaris entre governant i governats es van desplaçar, i esdevingué més difícils pels xeics fora de Tunis obtenir audiència. Els costos de les institucions noves van ser considerats excessius, i eren vists com a signe d'interferència estrangera.
Sadok Bey va provar de resoldre els problemes financers crònics del país el maig de 1862 prestant 10 milions de piastres al 12% d'interès de Nassim Shamama, el seu receptor general de finances jueu. Com a conseqüència, el deute públic intern va augmentar en un 60% durant els primers tres anys del seu regnat.
El préstec no va ser prou per restaurar la salut financera de la Regència. Els pagaments d'interessos del préstec van absorbir una gran proporció dels ingressos dels estats. El 1862 el deute del govern havia arribat als 28 milions de piastres, i els servents civils estaven treballant des de feia mesos sense ser remunerats. Com a sortida, Mustafà Khaznadar va proposar que Sadok Bey demanés el primer préstec estranger del país. Així, el 6 de maig de 1863, va tancar un préstec amb el banquer francès Erlanger per una quantitat de 35 milions de francs. Tanmateix, quan diversos intermediaris —incloent-hi el mateix Mustafà Khaznadar— van extreure'n les seves quotes, només es van acabar pagant 5.640.914 francs a la tresoreria del bei. El préstec es podia amortitzar en un període de quinze anys i mig a 4.200.000 francs per any (set milions de piastres). Aquests ingressos no podien provenir dels mitjans de tributació existents —la nova mejba només permetia ingressar tres milions de piastres per any—, així que calia un nou impost més elevat.

## Esclat de la revolta

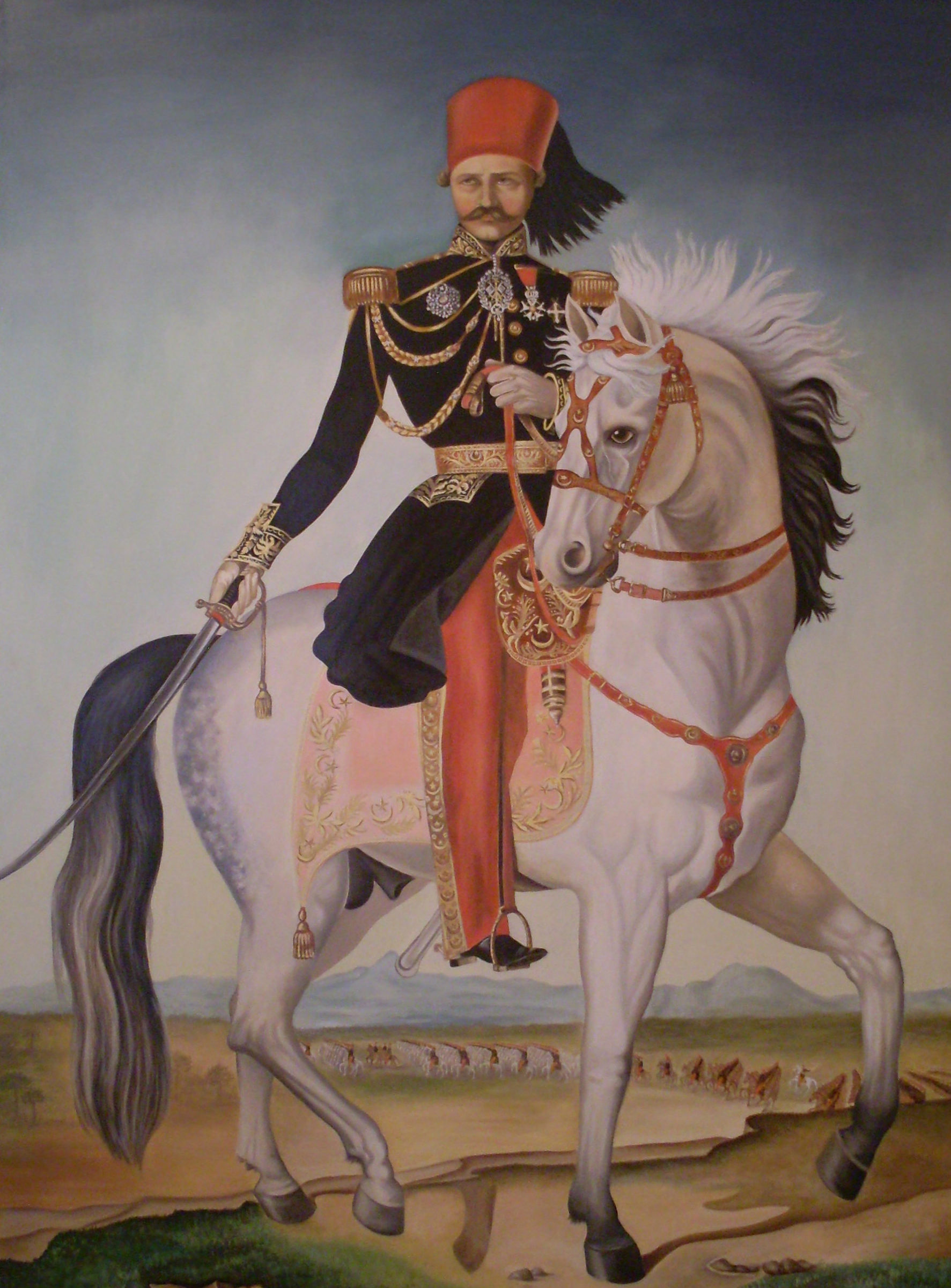
Kheireddine Pasha

El setembre de 1863 es va prendre la decisió d'aplicar la nova mejba (o, més ben dit, la i'ana) a les cinc ciutats que prèviament n'havien estat exemptes, i doblar la taxa a 72 piastres per capita. L'exministre del bei, Kheireddine Pasha; el general Hussein, i el general Farhat Gaied Jbira, que va servir al consell suprem i també era el caïd (governador) d'El Kef, es van oposar fortament a la mesura. Hussein digué que «les condicions del país no li permetran assumir més impostos. El país està en perill!» Kheireddine Pasha afegí que la major part dels ingressos addicionals generats per l'increment es farien servir per pagar l'exèrcit necessari per recaptar-lo. Els notables reunits per Sadok Bey per escoltar el seu projecte van deixar clar que no podria imposar-los al seu poble.

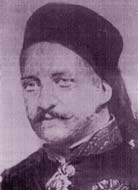
El general Hussein

### Assassinat del general Farhat
Quan es va escampar la notícia, començaren problemes a les regions tribals. Es van saquejar caravanes i es van guardar armes i pólvora. En un intent per calmar el malestar creixent, un decret del 22 de març de 1864 va modificar de nou la nova mejba, fent-la un impost progressiu. La població es dividia en sis categories basant-se en la seva riquesa, i la mejba se'ls aplicava en una escala de 36 a 108 piastres. Tanmateix, es va estipular que la taxa mitjana pagada per la població sota cada caïd romandria els 72 piastres. Per mostrar la determinació de seguir endavant amb el nou impost, el Bei ordenà a tots els governadors que retornessin als seus llocs i va començar a implementar-la.
Obeint aquesta ordre, el general Farhat va començar el seu viatge cap al seu lloc com a governador d'El Kef i la tribu Ounifa el 16 d'abril de 1864. Com que la regió al voltant d'El Kef era ara en revolta, va demanar una escorta armada, però el Bei no li podia subministrar soldats. Farhat va demanar al seu adjunt que reunís 150 spahis de la ciutat. Ignorant el seu consell de no seguir a causa del perill, el general va seguir l'ordre i anà cap al seu lloc. Quan va arribar el pas a Khanguet el Gdim, a 21 km d'El Kef, fou envoltat per insurgents. Els spahis, que provenien de la mateixa tribu que ells, no van voler lluitar-hi i els van abandonar, deixant-lo només amb vuit soldats. Tots van ser assassinats. L'olivera, marcada amb bales, on va morir fou venerada durant anys fins que fou talada i cremada al voltant del 1950.

### Revolta d'Ali Ben Ghedhahem
La mort del general Farhat va galvanitzar els rebels. El Kef fou assetjada per les tribus que l'envoltaven, mentre que les autoritats es van negar a deixar-los entrar a la ciutat. El governador de Kairouan, el general Rashid, es va refugiar en una casa que fou assetjada; els defensors van obrir foc i van morir alguns dels atacants. Després de negociacions tenses, es va deixar que el general marxés a Sussa, però la zona d'interior era tant hostil que va haver d'anar a Tunísia en un vaixell britànic. Els rebels van establir un govern provisional a Kairouan després que marxés. Van ocórrer incidents similars en bona part del nord i de l'interior del país. A Béja, Téboursouk, Makthar i Jendouba, es va forçar els governadors a marxar per sobreviure i es va saquejar la seva propietat. El governador de la tribu Majer a la regió de Thala fou assetjat a la seva fortalesa, i va matar dotzenes d'atacants abans que caigués. Fou assassinat, juntament amb tota la seva família, i el seu cos fou decapitat el 21 de maig.
El secretari del governador assassinat, Ali Ben Ghedhahem (en àrab علي بن غذاهم), nascut el 1814 a Sbeïtla, ràpidament es va establir com a líder de la revolta a l'oest del país. Quan els soldats del bei van arribar a la seva regió per recaptar la mejba, va dir als ciutadans que desobeïssin, i va haver de marxar per seguretat cap a les muntanyes prop d'Oueslatia i Bargou. Des d'allà, va començar a organitzar la resistència, i aviat altres tribus li van començar a donar suport. La revolta no organitzada dels Mthélith, els zlass, els majer i els fraichiche que acampaven prop de la frontera algeriana es va fusionar en un moviment definitiu, mentre líders tribals s'unien per fer juraments solemnes i es van ajuntar al voltant de demandes específiques —un retorn a la justícia i tributació tradicionals. Els lloctinents principals de Ben Ghedhahem eren el zlassià Seboui Ben Mohamed Seboui i el riahi Fraj Ben Dahr. Ali Ben Ghedhahem tenia connexions amb l'orde de sufís Tijàniyya que escampaven el missatge de la insurrecció. A partir de l'abril de 1864, Ali Ben Ghedhahem començà a ser anomenat "el Bei del Poble" (bey al-umma). Va decidir portar les seves forces a Tunísia, però només va arribar fins al Fahs, on van tenir una sèrie d'encontres inconclusius amb forces lleials al bei.
L'abril i el maig de 1864, el bei no tenia mitjans militars per fer un cop decisiu contra Ben Ghedhahem. Mentre buscava calmar el malestar revocant la constitució de 1861 i anunciant que la mejba no s'acabaria doblant, va preparar les seves forces i va entrar en negociacions clandestines amb Ben Ghedhahem a través del Gran Muftí malikita Ahmed Ben Hussein i el cap de l'orde sufí Rahmaniyya, Mustapha Ben Azouz.

### Aixecament al Sahel

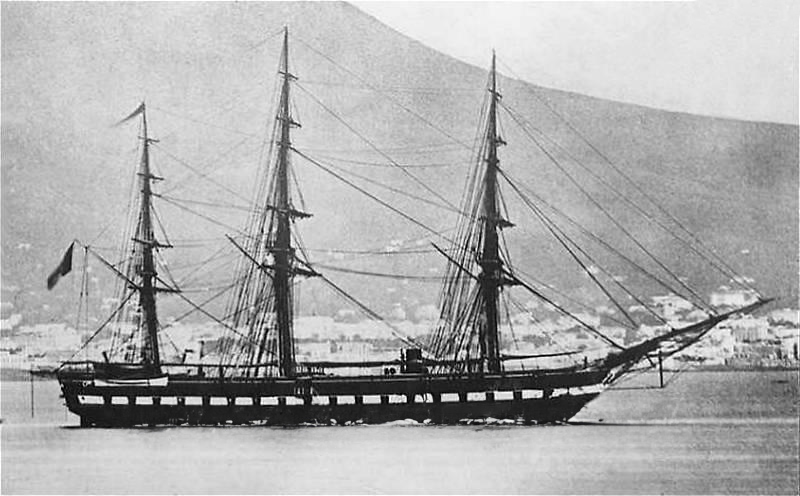
La fragata Giuseppe Garibaldi

Tot i aquestes negociacions, la rebel·lió es va escampar també cap a les ciutats costaneres de la regió del Sahel tunisià. A la regió de Gabès, el governador va escapar de la mort entregant als rebels tots els diners que ja havia recaptat en impostos. Llavors, el bei va enviar un vaixell per rescatar-lo. El 30 d'abril, a Sfax, els rebels van prendre el control de la ciutat, van saquejar les oficines d'impostos, van prendre la kasbah i van alliberar-ne els presos. El 23 de maig les autoritats locals van intentar recuperar el control de la ciutat detenint els líders rebels, però tot el poble es va aixecar per demanar-ne l'alliberament, amb crits de "Aavall amb els mamelucs!" i "Llarga vida al sultà [otomà]!" Mentre fugien el caïd i altres caps, van hissar la bandera tunisiana i van establir un govern provisional. L'enviat del bei, el general Osman, hi va arribar tres dies després, i no se'l va linxar gràcies a la intervenció dels líders religiosos locals. El 31 de maig, Sussa es va revoltar, seguint l'exemple de Sfax. Es va aturar tota recaptació d'impostos, i els rebels van prendre el control de la ciutat. Demanant les claus de la ciutat i de la kasbah del governador, el van acusar d'"entregar el país als cristians" i van començar a fortificar el costat marítim de la ciutat, esperant el bombardeig de vaixells de guerra europeus. Expatriats europeus es van refugiar a bord de la fregata italiana Giuseppe Garibaldi. Per tot el país, les tribus es van aixecar i van amenaçar tothom que es negués a unir-s'hi, saquejant les propietats dels oficials del govern.

## Intervenció europea i otomana
El govern francès va ordenar al seu cònsol Charles de Beauval que no s'impliqués en els afers interns de la Regència, però tot i això, va aconsellar a Sadok Bey que revoqués les seves reformes, suspengués la constitució i fes fora Khaznadar. De la mateixa manera, el govern britànic havia ordenat al seu cònsol Richard Wood que no entrés en la disputa, però tanmateix va oferir al bei un consell oposat —que donés suport a Khaznadar, mantingués la nova constitució i cancel·lés el doblament de la mejba. Amb la justificació oficial de preocupació pels seus expatriats, Gran Bretanya, França i Itàlia van enviar forces navals a les costes tunisianes. De fet, cadascuna volia assegurar-se que cap altra s'aprofités de la rebel·lió per aconseguir l'hegemonia de la Regència.

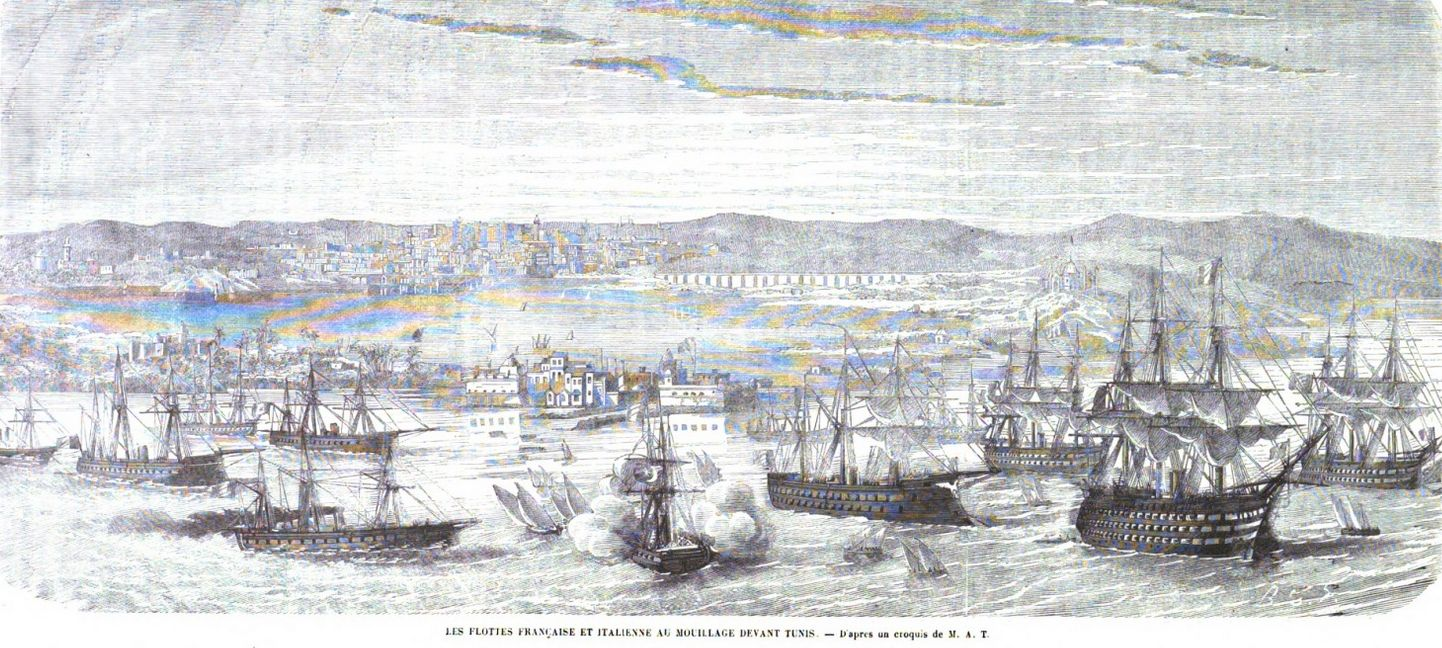
Les flotes franceses i italianes a la rada a Tunis, 1864.

L'11 de maig, Haydar Effendi, antic ministre otomà plenipotenciari a Teheran, va arribar a La Goulette amb un esquadró naval otomà per reforçar els drets de la Sublim Porta. Fou benvingut per la població de Tunis, que temia que els soldats europeus aviat arribarien al país. El seu objectiu real era aprofitar-se de la situació per portar Tunis a un regnat otomà més fort. Va proposar que Sadok Bey signés un acord on es comprometés a no fer cap tractat amb cap altra potència sense el permís del sultà, pagant tres milions de piastres a l'any en tributs, i que es presentés a Istanbul per rebre una investidura imperial. Fins i tot el cònsol britànic, que preferia que els otomans tinguessin més influència a Tunísia per frustrar França, no donaria suport a les demandes, i mai s'arribà a signar l'acord.
Això no va impedir que el cònsol britànic contactés amb els rebels per avisar-los de les intencions dels francesos i recordar-los les bones relacions existents entre Gran Bretanya i l'Imperi Otomà; bona part de la població esperava una intervenció del sultà otomà per aconseguir que el bey rebaixés les seves demandes. Alhora, tot i la seva instrucció, De Beauval va intentar fer servir la crisi per reforçar el paper de França al país. Va contactar amb Ben Gedhahem i li assegurà que l'objectiu dels vaixells de guerra francesos era donar suport a les seves demandes, i que intentaria aconseguir la destitució del Gran Visir. Liderat per De Beauval, el ministre d'Exteriors francès Édouard Drouyn de Lhuys va donar suport i fins i tot va considerar reemplaçar el mateix Sadok Bey si les circumstàncies ho permetien. El 29 de juny, una columna de 3.000 soldats a Algèria es va desplaçar a la frontera tunisiana en preparació per qualsevol eventualitat. Tanmateix, el líder rebel va ignorar aquestes obertures i va enviar les cartes franceses a Khaznadar, que les entregà als britànics. L'escàndol resultant obligà De Beauval a marxar del país el gener de 1865.
Mentrestant, el govern italià planejava enviar una força expedicionària de 10.000 soldats a Tunis el juny de 1864 per prendre el control de la capital i de les principals ciutats costaneres. Tanmateix, la premsa italiana va anunciar que s'estaven fent preparacions al port de Gènova. Davant el malestar de Gran Bretanya, es va abandonar el pla. Finalment, cap de les potències europees volia arriscar-se a començar un gran incident internacional prenent una posició massa forta a Tunísia. Així, el 23 de setembre de 1864, van acordar retirar les seves armades i van permetre que el bey aturés la revolta sense més interferències. Haydar Effendi també va marxar el mateix dia.
El receptor general Nassim Shamama, que havia prestat diners a Sadok Bey el 1862 i havia ajudat Khaznadar a arranjar el préstec d'Erlanger el 1863, va marxar a París el 8 de juny de 1864 en una missió oficial per negociar un nou préstec. S'endugué papers comprometedors del govern i 20 milions de piastres i mai no va retornar a Tunis. Després de la seva mort, el 1873, a Livorno, el govern tunisià va perseguir els seus hereus als tribunals per recuperar part dels diners que havia robat.